# Studentski centar Split
Studentski cenatar Split, ustanova Sveučilišta u Splitu koja se bavi studentskim smještajem i prehranom, skrbi o studentskom standardu te posreduje u njihovom privremenom i povremenom zapošljavanju. Sjedište Student servisa koji posreduje pri privremnom zapošljavanju nalazi se na prostoru splitskog kampusa na adresi Cvite Fiskovića 3.

## Povijest
Studentski centar osnovan je 1960. god. Početci su bili teški, samo 60 mjesta u studentskom domu i skroman jelovnik u menzi tadašnjeg Omladinskog hostela. S vremenom su se kapaciteti povećavali izgradnjom doma Brune Bušića na istom predjelu grada Splita, a u 90-tim godinama prošlog stoljeća u neposrednoj blizini izgrađen je i hostel Spinut.
Studentski centar je svojim brojnim projektima snažna logistička podrška splitskom Sveučilištu u ostvarenju vizije Splita kao modernog studentskog grada sa svim pripadajućim sadržajima.
Nalazimo se u zgradi Kampusa, na adresi Cvite Fiskovića 3.
Studentski centar kao sastavnica Splitskog sveučilišta teži sve svoje aktivnosti usmjeriti ka podizanju razine studentskog standarda. Svojim smještajnim kapacitetima i uslugama prehrane na raspolaganju smo rastućoj studentskoj populaciji u gradu pod Marjanom koja trenutno prelazi broj od 22 000 studenata. Također posredujemo u njihovom povremenom zapošljavanju.